# بوناينجين
بوناينجين (بالإنجليزية: Boningen)‏ هي بلدية في مقاطعة أولتن في كانتون سولوتورن في سويسرا.

## التاريخ
تم ذكر بوناينجين لأول مرة في عام 1226 كما في فيلا بونينغين Bonningen.

## روابط خارجية
- الموقع الرسمي باللغة الألمانية
- Boningen بالألمانية وبالفرنسية وبالإيطالية من قاموس سويسرا التاريخي على الإنترنت.